# قرن 15 هـ
اَلْقَرْنُ اَلْخَامِسَ عَشَرَ اَلْهِجْرِيُّ في التقويمِ الإسلاميِّ أو التقويمِ الهِجرِيِّ هو القرنُ المُمتَدُّ من السنةِ 1980 إلى 2077 للميلاد.

## أحداث
- 1 محرم 1400 هـ - حادثة الحرم المكي، هاجم جهيمان العتيبي المسجد الحرام في غرّة محرّم من العام 1400 هـ، الموافق 20 نوفمبر 1979 م لمدة 16 يوم انتهت بالقبض عليه.
- جمادى الآخرة 1401 هـ - افتتاح مطار الملك عبد العزيز الدولي في جدة، يعتبر بوابة مكة المكرمة الجوية، وعن طريقه يصل جميع الحجاج والمعتمرين إلى المسجد الحرام بمكة المكرمة.
- جمادى الآخرة 1422هـ,هجمات 11 سبتمبر 2001,هاجم تنظيم القاعدة بواسطة أربع طائرات نقل مدني تجارية برجي مركز التجارة الدولية الواقعة ومقر وزارة الدفاع الأمريكية، المعروف باسم البنتاغون،وتسببت الهجمات في مقتل2996 شخصا وإصابة 25000 آخرين

## مواليد
- عبد المجيد الفوزان ، منشد سعودي
- فهد الحوسني، منشد إماراتي

## وفيات
- 1401 هـ محمد أنور السادات، ثالث رئيس لجمهورية مصر العربية بين عامي 1970-1981
- 1401 هـ محمود خليل الحصري، قارئ مصري
- 1402 هـ خالد بن عبد العزيز
- 1407 هـ إحسان إلهي ظهير
- 1414 هـ عبد الله الخليفي، إمام الحرم المكي
- 1415 هـ عبد الرزاق عفيفي
- 1417 هـ عبد الحميد كشك
- 1420 هـ عبد العزيز بن باز، محمد ناصر الدين الألباني، أبو الحسن الندوي، السيد سابق
- 1421 هـ محمد بن صالح العثيمين
- 1422 هـ محمد بن علي المحمود
- 1423 هـ صدام حسين
- 1424 هـ زايد بن سلطان آل نهيان
- 1426 هـ فهد بن عبد العزيز خادم الحرمين الشريفين
- 1429 هـ عبد الوهاب المسيري
- 1430 هـ عبد الله بن جبرين
- 1431 هـ غازي عبد الرحمن القصيبي
- 1432 هـ سلطان بن عبد العزيز آل سعود
- 1433 هـ نايف بن عبد العزيز آل سعود
- 1436 هـ عبد الله بن عبد العزيز خادم الحرمين الشريفين